# Mel Triplett
Mel Triplett foi um jogador de futebol americano estadunidense campeão da Temporada de 1956 da National Football League jogando pelo New York Giants.